# Липатов, Борис Викторович
Борис Викторович Липатов (18 января 1904, Екатеринбург — 11 октября 1954, Москва) — русский советский прозаик и поэт, писатель-фантаст, драматург, киносценарист, Член Союза писателей СССР (1934—54).

## Биография

Обложка романа «Блеф. Поддельный роман» (1928) Риса Уилки Ли (псевдоним Липатова Бориса Викторовича)

В юности участвовал в Гражданской войне. В Екатеринбурге занимался в театральной студии К. Степанова-Колосова. Позже учился на режиссерском факультете Ленинградского института сценического искусства ((ИСИ) (ныне Российский государственный институт сценических искусств), но не закончил его, уйдя консультантом-сценаристом на фабрику «Совкино». В кино с 1926 года.
Б. Липатов дружил с Ал. Толстым, в 1933 году они вместе совершили лодочное путешествие по реке Урал.
В конце 1930-х годов был репрессирован. Жил в Красноярске.
Последние годы провёл в Москве. Скончался 10 октября 1954 года и похоронен в Москве на Новодевичьем кладбище.
Жена — Татьяна Карловна (1921—2001), после смерти Б. Липатова вышла замуж за прозаика Евгения Воробьёва. Сын — художник по костюмам Павел Борисович Липатов (1946—2017).

## Творчество
Автор социально-философской фантастики и один из первых в СССР авторов произведений в жанре альтернативной истории.
Занимаясь в ИСИ, познакомился с земляками В. Гиршгорном и И. Келлером, в соавторстве с которыми написал свои главные научно-фантастические произведения: повесть «Вулкан в кармане» (1925, в соавторстве с И. Келлером), пародию на тему «Кракатита» К. Чапека; роман «Бесцеремонный Роман» (1928, в соавторстве с И. Келлером и В. Гиршгорном).
Единственное произведение в жанре научной фантастики, подписанный именем несуществующего американского автора Риса Уилки Ли (Бо(РИС ЛИ)патов)— «Блеф. Поддельный роман» (1928), рассказывает о псевдомарсианах, прилетевших в США на фантастическом звездолёте.
Автор водевилей «В плену счастья, или Клыки управхоза» и «Серия № 04711» (оба с Е. М. Лаганским на музыку В. В. Пушкова, 1939)

## Киносценарии
- 1927 — Ордер на жизнь
- 1928 — Знойный принц
- 1932 — Три солдата («Зачем вы здесь»), режиссёр Александр Иванов
- 1934 — Королевские матросы («Матросы его величества»), режиссёр Владимир Браун
- 1935 — Сокровище погибшего корабля, режиссёр Владимир Браун